# Gabriela Hernández
María Gabriela Hernández Gómez (Valdivia, Región de Los Ríos,15 de enero de 1939) es una actriz chilena, de teatro, cine y televisión.

## Biografía
Nació el 15 de enero de 1939 en Valdivia. Su padre era proveniente de Medina del Campo (España), y de madre origen chilena. Es la hermana menor de Nieves Hernández y de la también actriz Naldy Hernández.
Su infancia fue en Valdivia y en su adolescencia se trasladó a Santiago, donde se graduó en educación secundaria en Liceo Experimental Manuel de Salas. A los 10 años ingresó a estudiar al Conservatorio Nacional de Música, en donde potenció sus habilidades para el piano.
Decidió ser actriz a los 16 años, cuando vio la obra Noche de Reyes de William Shakespeare, protagonizada por Marés González, en la Sala Antonio Varas de la Universidad de Chile.

## Carrera artística
Estudió teatro en la Escuela de Teatro de la Universidad de Chile, donde fue compañera de generación de Sonia Mena, Lucy Salgado y Diana Sanz. Aun siendo alumna, participó en la obra La casa de Bernarda Alba de 1960, al lado de actrices como Marés González, Bélgica Castro, María Cánepa, Carmen Bunster, Claudia Paz y María Teresa Fricke. 
En 1962 debutó profesionalmente en el papel de Cornelia en la primera versión de El abanderado de Luis Alberto Heiremans, en la Sala Antonio Varas de la misma universidad.  Durante un corto plazo trabajó en la compañía ''Los mimos de Noisvander'' de Enrique Noisvander. En este período también participó en la revista Cine Amor, protagonizado varias fotonovelas.
En 1964, reemplazó a Carmen Barros en el rol protagónico de Carmela en la segunda gira mundial de La pérgola de las flores de Isidora Aguirre, con gran éxito internacional.
A los 24 años de edad, tras la gira de la obra, el productor español Luis de Llano Palmer le ofreció un exclusivo contrato en Televisa, radicándose en México durante cinco años, trabajando en televisión en producciones como Rocambole y diversos programas de la televisión mexicana. En este período trabajó en obras de teatro y espectáculos musicales de Cabaret, bailarina del Latin Show Ballet de Chavela Vargas. También estudió baile Jazz en la Academia de John di Martino. Posteriormente, trabajó durante dos años en Washington D. C., Estados Unidos. 
Durante la década de 1970, se estableció en España realizando diversos montajes de teatro. Ahí trabajó en teatro junto a Josep Maria Pou, en el Teatro María Guerrero, en montajes de diversos dramaturgos de renombre, con gran éxito. 
Luego de más de 15 años fuera de su país natal, donde desarrolló una carrera actoral principalmente en México, Estados Unidos y España, regresó a Chile en 1988 para votar a favor de la campaña del No en la dictadura militar en el Plebiscito nacional de Chile de 1988.
En el mismo año, la productora Sonia Fuchs le ofreció un contrato de televisión para participar en telenovelas del Área Dramática de TVN. Su debut en telenovelas fue con un papel secundario en Bellas y Audaces, protagonizada por Luz Jiménez y Sonia Viveros. Al año siguiente, participó en la miniserie biográfica Teresa de los Andes dirigida por Vicente Sabatini en el rol de Juana del Solar. 
Desde 1990 a 2000 participó activamente en el Área Dramática de Canal 13, destacándose en ¿Te conté?, Villa Napoli, Marrón Glacé, Amor a domicilio, Fuera de control y en la serie Los Carcamo. Desde 2001 al 2005 colaboró con María Eugenia Rencoret en exitosas telenovelas de TVN, como Amores de Mercado y Purasangre.
En 2014 dejó TVN para emigrar al Área Dramática de Mega, en donde participó en la teleserie Pituca sin lucas, donde su personaje Lita Amunátegui obtuvo gran éxito y reconocimiento.
En 2017 participó en la obra Lady Marginal, dirigida por Claudia Di Girólamo, en homenaje al dramaturgo Juan Radrigán.
En 2019 debutó como conductora de TV en el matinal Viva la pipol de Chilevisión, junto a Jean Philippe Cretton, Pamela Díaz y Felipe Vidal. Pese a que el programa gozaba de buena sintonía, en diciembre de ese año Chilevisión decidió ponerle fin debido al estallido social que vivía el país.
En 2022 protagonizó a Molly Bloom en un monólogo del mismo nombre en Teatro UC bajo la dirección de Jan Lauwers y Viviane de Muynck. Recibió grandes críticas por su interpretación.

## Vida personal
A mediados de 1960 en plano movimiento contracultural hippie, la actriz dejó su carrera artística en Estados Unidos para recorrer diversos países de Europa. Se estableció en  Madrid, durante diecisiete años. Durante su estadía en Puerto Banús conoció al reconocido actor italiano Gian Maria Volonté en un yate, mientras él cantaba la Cantata de Santa María de Iquique. 
Estuvo casada durante diecisiete años con el antropólogo-físico uruguayo José María «Josho» Montero, con quien tuvo a su única hija, María José en 1972. Entre sus parejas conocidas se encuentra el actor español Manuel Galiana, con quien tuvo una corta relación. 

## Filmografía

### Películas
| Año  | Película                   | Personaje            | Director             |
| ---- | -------------------------- | -------------------- | -------------------- |
| 1983 | La muñeca                  |                      | Esperanza De Provens |
| 1990 | Dos mujeres en la ciudad   | Hortensia            | Claudio di Girólamo  |
| 1990 | ¡Viva el novio!            | Cristina Infante     | Gerardo Cáceres      |
| 1994 | Johnny cien pesos          | Conserje             | Gustavo Graef Marino |
| 2001 | Un ladrón y su mujer       | Madre de Ana         | Rodrigo Sepúlveda    |
| 2002 | El Leyton                  | Josefa               | Gonzalo Justiniano   |
| 2003 | B-Happy                    | Peta                 | Gonzalo Justiniano   |
| 2004 | Mar adentro                |                      | Alejandro Amenábar   |
| 2006 | Padre nuestro              | Isabel               | Rodrigo Sepúlveda    |
| 2008 | A un metro de ti           |                      | Daniel Henríquez     |
| 2009 | Las golondrinas de Altazor |                      | Mauricio Álamo       |
| 2010 | Que pena tu vida           | Madre de Alma        | Nicolás López        |
| 2013 | Aftershock                 | Empleada de limpieza | Nicolás López        |
| 2016 | Nunca vas a estar solo     | Lucy                 | Álex Anwandter       |
| 2016 | Viejos amores              | Ella misma           | Gloria Laso          |
| 2018 | No estoy loca              | Marta                | Nicolás López        |
| 2022 | Desconectados              | Clienta              | Diego Rougier        |

### Telenovelas
| Año       | Telenovela               | Personaje            | Canal               |
| --------- | ------------------------ | -------------------- | ------------------- |
| 1967      | Rocambole                | Gabriela             | Televisa            |
| 1988      | Bellas y audaces         | Celeste Riquelme     | Televisión Nacional |
| 1989      | A la sombra del ángel    | Emilia Torreblanca   | Televisión Nacional |
| 1990      | ¿Te conté?               | Pola Lhorente        | Canal 13            |
| 1991      | Villa Nápoli             | Aída Faúndez         | Canal 13            |
| 1992      | El palo al gato          | Alicia               | Canal 13            |
| 1993      | Marrón glacé             | Leonor Vargas        | Canal 13            |
| 1994      | Champaña                 | Eunice García        | Canal 13            |
| 1994      | Top secret               | Amanda Gross         | Canal 13            |
| 1995      | El amor está de moda     | Leonor               | Canal 13            |
| 1995      | Amor a domicilio         | Marjorie Astudillo   | Canal 13            |
| 1996      | Marrón glacé, el regreso | Leonor Vargas        | Canal 13            |
| 1997      | Eclipse de luna          | Carmen Vega          | Canal 13            |
| 1998      | Amándote                 | Evangelina Cisneros  | Canal 13            |
| 1999      | Fuera de control         | Amelia Salamanca     | Canal 13            |
| 2000      | Sabor a ti               | Purísima Mora        | Canal 13            |
| 2001      | Amores de mercado        | Nora Pacheco         | Televisión Nacional |
| 2002      | Purasangre               | Isidora Lyon         | Televisión Nacional |
| 2003      | Pecadores                | Lila Corona          | Televisión Nacional |
| 2004      | Destinos cruzados        | Eloísa Barrera       | Televisión Nacional |
| 2005      | Versus                   | Peonía Torrejón      | Televisión Nacional |
| 2006      | Charly tango             | Lorenza Salazar      | Canal 13            |
| 2007      | Don amor                 | Cecilia Ovalle       | Canal 13            |
| 2008      | Lola 2                   | Alfonso Salamanca    | Canal 13            |
| 2009      | Cuenta conmigo           | Blanca Núñez         | Canal 13            |
| 2010      | Primera dama             | Mirza Pérez          | Canal 13            |
| 2012      | Maldita                  | María Soto           | Mega                |
| 2012–2013 | Pobre rico               | Sonia Hundurraga     | Televisión Nacional |
| 2013–2014 | Somos los Carmona        | Perpetua Loyola      | Televisión Nacional |
| 2014–2015 | Pituca sin lucas         | Lita Amunátegui      | Mega                |
| 2016      | Pobre gallo              | Rayén Cheuquepan     | Mega                |
| 2016      | Señores papis            | María Elena Larrondo | Mega                |
| 2018–2019 | Casa de muñecos          | Nora Elizalde        | Mega                |
| 2023      | Juego de ilusiones       | Margarita Lorca      | Mega                |
| 2024      | Al sur del corazón       | Hilda Bravo          | Mega                |

### Series de televisión
| Año       | Serie                           | Personaje          |                                | Ref. |
| --------- | ------------------------------- | ------------------ | ------------------------------ | ---- |
| 1966      | Antología del cuento            |                    | Episodio: El prisionero        |      |
| 1989      | Teresa de Los Andes             | Juana Solar        |                                |      |
| 1992      | Estrictamente sentimental       |                    |                                |      |
| 1996      | Amor a domicilio: La comedia    | Madame Katmandú    |                                |      |
| 1998-1999 | Los Cárcamo                     | Marilyn Bustamante |                                |      |
| 2006      | El día menos pensado            | Lucía              | Episodio: El hombre de la foto |      |
| 2008      | Aída                            | Fresia García      |                                |      |
| 2011      | Prófugos                        | Suegra de Óscar    | 3 episodios                    |      |
| 2011      | 12 días que estremecieron Chile | Gabriela           | Episodio: Horror en Quilicura  |      |

## Teatro
- La casa de Bernarda Alba (1960)
- El abanderado (1962) de Luis Alberto Heiremans
- Árbol viejo
- Goldspell
- La hija del capitán
- La danza macabra (1991), de August Strindberg
- Rey Lear (1992), de William Shakespeare
- El malentendido (1994), de Albert Camus
- Madame de Sade (1997), de Yukio Mishima
- Mina Antipersonal (2013), de Claudia Di Girolamo
- Un jardín secreto (2016), de Jorge Díaz
- Lady Marginal (2017), de Claudia Di Girolamo
- Pablo y Gabriela (2018)
- Viejas de mierda (2019), de Rodrigo Bastidas
- Niebla (2020), de Isidora Stevenson
- Entre ellas (2021), de Catherine Mazoyer
- Molly Bloom (2022), de Viviane de Muynck y Jan Lauwers

## Fotonovelas
- Redención (1962, revista Cine Amor)
- Más allá de la muerte (1963, revista Cine Amor)

## Publicidad
- París (2019)
- Red Salud (2019)

## Premios, distinciones y reconocimientos
- Premio Laurel de Oro a la Mejor actriz por El abanderado (1962)
- Premio APES a la Mejor actriz de reparto por Marrón glacé (1993)
- Premio APES a la Trayectoria por parte de la Asociación de Periodistas de Espectáculos (2011)
- Premio Fotech a la Mejor actriz principal por Pituca sin lucas (2015)
- Premio Caleuche a la Mejor actriz de reparto por Pituca sin lucas (2016)
- Premio Copihue de Oro a la Mejor actriz por Casa de muñecos (2018)

### Distinciones
- Medalla al Mérito Cultural Profesor Pedro de la Barra por la Universidad de Chile (2003)
- Medalla a la Trayectoria por el Teatro Experimental de la Universidad de Chile (2016)
- Distinción Premio Enrique Silva Cimma (2018)
- Distinción Premio Municipalidad de Quilicura (2019)
- Título de Hija ilustre de Ciudad de Valdivia (2020)

### Reconocimientos
- Reina del Copihue de Oro (2016)
- Persona Pública Distinguida por Municipalidad de Providencia (2017)
- Premio Cada día mejor a la trayectoria (2018)
- Premio 100 Líderes Mayores por Fundación Conecta Mayor (2021)[10]

## Homenajes
- Libro Memoria Emotiva. Actrices Chilenas, de Catherine Mazoyer. Publicado el 30 de agosto de 2016.
- Libro Abcediario Actoral. Segunda edición, de ChileActores. Publicado el 23 de octubre de 2018.[11]